# خارپشت جنگلی دندان‌کوچک
خارپشت جنگلی دندان‌کوچک (نام علمی: Mesechinus miodon) گونه‌ای خارپشت از سردهٔ خارپشت‌های دشتی (Mesechinus) و بومی چین است. برای مدت طولانی، آن را زیرگونهای از خارپشت دائوری یا خارپشت هیو می‌دانستند. زیستگاه Mesechinus miodon خشک و بیابانی است. آنها از گونه‌های مختلف سوسک تغذیه می‌کنند و در پایان اکتبر به خواب زمستانی می‌روند.